# Teorie X s pruhem
Teorie X s pruhem (anglicky X-bar theory) je v lingvistice teorie syntaxe, kterou publikoval Noam Chomsky v roce 1970. Podle této teorie mají všechny druhy frází (tj. substantivní fráze – anglicky noun phrase – NP, slovesná fráze – anglicky verb phrase – VP, adjektivní fráze – anglicky adjective phrase – AP, předložková fráze – anglicky prepositional phrase – PP) v syntaxi jazyka v zásadě stejnou strukturu, proto zavádí XP jako označení libovolné fráze (X je v tomto případě žolíkový znak pro N, V, A nebo P).
X s pruhem, původně psáno X, později pro snazší sazbu X', je prvek frázové struktury dominující prvku X. XP je kompletní fráze typu X, která se také značí X (X se dvěma pruhy).

## Struktura frází
Vlastní struktura frází je taková, že fráze může na nejvyšší úrovni obsahovat nejvýše jeden specifikátor (anglicky specifier):
```
XP → (spec), X′
```

Kulaté závorky zde znamenají možnost vypuštění jejich obsahu. Zatímco ve formálních gramatikách je v každém přepisovacím pravidle pořadí jednotlivých složek jednoznačně dáno pořadím symbolů na pravé straně pravidla, v teorii X-bar se obecně žádné konkrétní pořadí nepředepisuje (takže při vyjádření přepisovacími pravidly formální gramatiky by se měly vypsat všechny varianty pořadí symbolů na pravé straně), při aplikaci na konkrétní jazyk se používají jen taková pravidla, která odpovídají konkrétním frázím v tomto jazyce. V obecném případě tedy výše uvedenému pravidlo může vytvářet následující stromy.
```
XP                XP                  XP
|    nebo        /  \      nebo      /  \
X '          spec    X'             X'  spec

```

Na dalších úrovních je fráze rozvíjena vždy jedním rozvíjejícím větným členem (anglicky adjunct):
```
X′ → X′, (adjunct)
```

při vyjádření pomocí stromů:
```
X'                X'                         X'
|     nebo       / \          nebo          / \ 
X'              X'  adjunct          adjunct   X'

```

Na nejnižší úrovni může být libovolný počet doplnění (anglicky complements) a právě jeden člen, který je základem, hlavou fráze (tj. N, V, A nebo P):
```
X′ → X, (compl...)
```

```
X'                X'                         X'                  X'
|     nebo       / \           nebo         / \     nebo        /| \             atd.
X               X   compl              compl   X           compl X  compl

```

Zatímco komplementy se přidávají iterativně (opakováním za sebou), adjunkty se přidávají rekurzivně (doplněním další úrovně do struktury). Pro toto rekurzivní doplňování se používá symbol základního členu fráze s pruhem (N', V', A' nebo P') a pro celou frázi se používá symbol základního členu se dvěma pruhy (N = NP, V = VP, A = AP nebo P = PP).
Každé slovo, které funguje jako hlava fráze, má určité syntaktické vlastnosti, které se promítají do celé fráze a ovlivňují její tvar. Toto promítání syntaktických vlastností se nazývá projekce.

## Princip projekce
Princip projekce jednoduše říká, že když popisujeme syntaktickou strukturu věty jako "John runs fast.", musíme na každé úrovni uvést, do jaké lexikální kategorie každá část věty patří. V teorii X s pruhem se syntaktická struktura věty popisuje pomocí závorkování nebo nakreslením stromu.

### Zkratky
- GB theory = Government-Binding theory – teorie řízenosti a vázání ‎
- EST = Extended Standard Theory – rozšířená standardní teorie
- UG = universal grammar – univerzální gramatika
- PF = Phonetic form – fonetická forma
- LF = Logical form – logická forma
- GF = grammatical function – gramatická funkce
- D-structure = deep structure – hloubková struktura
- S-structure = surface structure – povrchová struktura
- A-position = argument position – pozice argumentu
- {\displaystyle \theta }-role (theta-role) = thematic role – tematická role
- EC = empty category – prázdná kategorie